# CodeView
CodeView était un débogueur utilisé généralement avec Microsoft C++ v5.0.
La version de CodeView fut ensuite intégrée dans l'environnement de développement intégré Microsoft Visual C++ 1.0. Cette intégration fut vue par de nombreux développeurs comme un moyen simple et naturel de développer des logiciels, étant donné que le codage et le déboguage peuvent être effectués à l'aide du même logiciel.
Cette intégration est si populaire que de nombreux outils et plates-formes de développements offrent des produits ou options similaires. Aujourd'hui, le débogueur est considéré et intégré comme une partie essentielle de la famille des produits Microsoft Visual Studio.